# 環の圏
数学の特に圏論における（単位的・結合）環の圏（かんのけん、英: category of rings）Ring は、すべての（単位元持つ）環を対象とし、すべての（単位元を保つ）環準同型を射とする圏である。他の多くの例と同じく、環の圏は大きい（すなわち、すべての環の成す類は集合でない真の類である）。

## 具体圏として
環の圏 Ring は具体圏、すなわちその対象は集合に追加の構造（いまの場合、加法と乗法）を入れたものであり、その射はそれら構造を保つ写像である。環の圏から集合の圏への自然な忘却函手 U: Ring → Set が、各環をその台となる集合へ写すことによって（つまり、加法と乗法という演算を「忘れる」ことによって）与えられる。この忘却函手の左随伴 F: Set → Ring は各集合 X に X の生成する自由環を対応させる自由函手である。
環の圏を、アーベル群の圏 Ab 上の、あるいはモノイドの圏 Mon 上の具体圏と見ることもできる。具体的に、乗法あるいは加法をそれぞれ忘れることによって、二つの忘却函手 A: Ring → Ab および M: Ring → Mon が得られる（つまりA は環の加法群を取り出す函手、M は環の吸収元付き乗法モノイドを取り出す函手である）。この二つはいずれも左随伴を持つ。A の左随伴は、任意のアーベル群 X に対し（それを Z-加群と見て）テンソル環 T(X) を割り当てる函手である。また M の左随伴は、任意のモノイド G に整係数モノイド環 Z[G] が対応する。

## 性質

### 極限と余極限について
環の圏 Ring は完備かつ余完備、すなわち任意の小さい極限および余極限が Ring 内に存在する。他の多くの代数圏同様に、忘却函手 U: Ring → Set は極限およびフィルター余極限を創出（および保存）するが、余積や余等化子は保たない。Ab や Mon への忘却函手も極限を創出および保存する。
Ring における極限と余極限の例を挙げる:
- 有理整数環 Z は Ring の始対象である。
- 零環（自明環）は Ring の終対象である。
- Ring における圏論的直積は環の直積で与えられる。これはちょうど、台集合の集合論的直積に成分ごとの加法および乗法を入れたものになっている。
- 環の族の余積は存在し、それは群の自由積と類似の構成によって与えられる。零環でない環からなる余積が零環となることが起こり得る。特に、各余積因子が互いに素な標数を持つときには必ずそれが起こる（環の族 (Ri)i∈I の余積の標数は、必ず各因子 Ri の標数を整除しなければならない）。
- Ring における等化子はちょうど集合論的な等化子に等しい（二つの環準同型の等化子は必ず部分環として得られる）。
- 二つの環準同型 f, g: R → S の余等化子は、S を f(r) − g(r) (r ∈ R) なる形の元全体で生成されるイデアル で割った剰余環である。
- 環準同型 f: R → S に対し、f の核対（英語版）（すなわち、f と f の引き戻し）は、R 上の合同関係である。この合同関係の定めるイデアルは、環論の意味での f の核に他ならない。注意すべきは、圏論的核は（零射が存在しないから）Ring において意味を為さない。
- p-進整数環 Zp は整数の合同類環 Z/pnZ の成す列の Ring における逆極限である。

### 射について
数学においてよく知られた多くの圏と異なり、環の圏 Ring の任意の二対象の間には必ずしも射が存在するわけではない。これは（単位的）環準同型が単位元を保つという事実の反映である。例えば、零環 0 = {0} から任意の非零環への射は存在しない。環 R から S への射が存在するためには、S の標数が R の標数を割り切ることが必要条件である。
射集合が空となることがあってさえ、それでも始対象が存在するから、環の圏 Ring は連結である。
Ring の射について、以下のことが言える:
- 環の圏 Ring における同型射は、一対一上への（つまり集合論的な意味で全単射な）環準同型で与えられる。
- 環の圏 Ring における単型射（圏論的単射）は、集合論的単射（つまり一対一の）環準同型である。しかし、任意の単型射は正則（英語版）とは限らない。
- 任意の集合論的全射（つまり上への）環準同型は Ring における全型射（圏論的全射）だが、逆は正しくない。包含環準同型 Z → Q は集合論的全射でない圏論的全射の例である。任意の可換環 R から、その任意の局所化への自然な環準同型は、圏論的全射であるが必ずしも集合論的全射となるわけではない。
- 集合論的全射な環準同型は Ring における正則（英語版）または極値的全射（英語版）として特徴づけられる（Ring においてこの二つの射のクラスは一致する）。
- 環の圏 Ring における双型射は一対一全型射（集合論的単射な圏論的全射）である。包含射 Z → Q は同型射でない双型射の例である。

### その他
- 環の圏 Ring における入射対象は同型を除いて零環（すなわち終対象）ただ一つである。
- 環の圏 Ring には零射が存在しないから、Ring は前加法圏とはなり得ない。が、任意の環（をただ一つの対象を持つ小さい圏と見なしたもの）は前加法圏である。
- 環の圏 Ring は環のテンソル積 ⊗Z をモノイド積、有理整数環 Z を単位対象として対称モノイド圏を成す。これは Ring におけるモノイド対象 とは可換環に他ならないことを述べたエックマン–ヒルトンの定理（英語版）から従う。Ring において対象 A へのモノイド対象 R（つまり可換環）の作用は、ちょうどR-多元環である。

## 部分圏について
環の圏 Ring はいくつも重要な部分圏を持っている。例えば、可換環、整域、主イデアル環、体それぞれの全体の成す充満部分圏などが挙げられる。

### 可換環の圏
可換環の圏 CRing はすべての可換環を対象とする Ring の充満部分圏である。可換環の圏は可換環論における主題の研究の中心的な対象の一つである。
任意の環は、xy − yx の形の元全体で生成されるイデアルで割ることで可換にすることができる。これにより定義される可換化函手 Ring → CRing は包含函手の左随伴であり、したがって CRing は Ring の反映的部分圏となる。集合 E を生成系とする自由可換環は、E の各元を不定元とする多項式環 Z[E] によって与えられ、E にそれが生成する自由可換環を対応させる函手は忘却函手 CRing → Set の左随伴を与える。
可換環の圏 CRing は環の圏 Ring において極限閉、すなわち CRing における極限は、それを Ring の図式と見てとった極限と一致する。しかし余極限は一般には一致しない。そのような方法で CRing における余極限を得るには、Ring においてとった余極限の（上に書いたような剰余環をとって）可換化しなければならない。二つの可換環の余積は、環のテンソル積によって与えられる。やはり二つの非零可換環の余積は零環となり得る。
可換環の圏 CRing の反対圏 CRingop はアフィンスキームの圏に圏同値である。この同値対応は、各可換環にそのスペクトルとなるアフィンスキームを対応させる反変函手によって与えられる。

### 体の圏
体の圏 Field は、すべての可換体を対象とする CRing の充満部分圏である。体の圏はほかの代数圏のようにはよく振る舞わない。特に「自由体」（すなわち忘却函手 Field → Set の左随伴となるもの）は存在しない。したがって、Field は CRing の反映的部分圏ではない。
体の圏 Field は有限完備でも有限余完備でもない。特に、Field は積も余積も持たない。
もう一つ体の圏 Field の著しい点は、任意の射が単型射となることである。これは体 F のイデアルが零イデアルか F 自身かに限られるという事実から従う。ゆえに、Field における射を体の拡大と見なすことができる。
体の圏 Field は連結ではない。実際、標数の異なる体の間には射は存在しない。Field の各連結成分は、p = 0 または素数に対する、標数 p の体すべてからなる充満部分圏になる。そのような部分圏の各々は始対象を持つ（それは標数 p の素体であり、詳しく書けば p = 0 のとき有理数体 Q, p が素数のとき p-元体 Fp である）。

## 関連する圏および函手

### 群の圏
環の圏 Ring から群の圏 Grp への自然な函手が、各環 R にその単元群 U(R) を対応させ、各環準同型を U(R) に制限することによって与えられる。この函手は左随伴を持ち、それは各群 G を整係数群環 Z[G] に送るものである。
もう一つ、環の圏 Ring から群の圏 Grp への函手として、各環 R を射影線型群 PGL(2, R)（環上の射影直線 P(R) に作用する二次行列環 M(2, R) の単数群）が挙げられる（先の例で U(R) は一般線型群 GL(1, R) と見ることができることに注意せよ）。

### 多元環の圏
可換環 R を一つ固定して、すべての R-多元環を対象とし、すべての R-多元環準同型を射とする圏 R-Alg が定義できる。
環の圏は多元環の圏の特別の場合と考えられる。実際、任意の環は一意的な方法で Z-多元環と見なすことができ、環準同型は Z-多元環準同型に他ならないから、環の圏 Ring は Z-多元環の圏 Z-Alg に圏同型である 。環の圏に関する多くの言明を、R-多元環の圏に関する言明に一般化することができる。
各可換環 R に対して、R-加群構造を忘れる忘却函手 R-Alg → Ring が考えられる。この函手は左随伴を持ち、それは各環 A に対してテンソル積環 R ⊗Z A に r·(s ⊗ a) ≔ rs ⊗ a を満たすように R-多元環構造を入れたものを対応させる函手となる。

### 擬環の圏
文献によっては、環の定義に単位元の存在を仮定せず、環準同型の定義にも単位元を保つことは（仮に単位元が存在する場合でも）課さないというものがある。そのような定義に基づけば Ring とは異なる環の圏が得られる。ここでは区別のため、そのような代数構造を擬環（あるいは必ずしも単位的でない環、非単位的環）(Rng) と呼び、それらの間の準同型を擬環準同型 (rng-準同型) と呼ぶことにすれば、すべての擬環の成す圏 Rng を考えることができる。
環の圏 Ring が Rng の充満でない部分圏となることに注意せよ。充満でないことは、擬環準同型が必ずしも単位元を保たないことにより、Ring の射とはならないことによる。包含函手 Ring → Rng は左随伴を持ち、それは任意の擬環に対して形式的に単位元を添加する函手として与えられる。これにより Ring は Rng の充満でない反映的部分圏となる。包含函手 Ring → Rng は極限を反映するが余極限は反映しない。
零環 {0} は Rng の始対象および終対象を与える（すなわちそれは零対象である）。これにより、Rng が（Grp と同じく、そして Ring と異なり）零射を持つことが従う。実際に零射は、すべての元を 0 に写す擬環準同型として与えられる。零射が存在するにもかかわらず、やはり Rng は前加法圏にならない（二つの擬環準同型の点ごとの和は一般には擬環準同型でない）。Rng における余積（圏論的直和）は、擬環の直和と同じものではない。
アーベル群の圏 Ab から擬環の圏 Rng への忠実充満函手が、各アーベル群を、それに自明な積を入れた零擬環に対応させることで与えられる。
Rng において自由構成を考えるのは、それを Ring において考えるよりもやや不自然である。例えば、一点集合 {x} で生成される自由擬環は x を不定元とする定数項を持たない整係数多項式の全体であり、他方 {x} の生成する自由環はちょうど整係数多項式環 Z[x] になる。